# 조병학
조병학(曺秉學, 일본식 이름: 夏山秉學, 1884년 4월 2일 ~ 1942년 10월 15일)은 일제강점기의 기업인 겸 지역 유지로, 본적은 전라북도 순창군 구암면이며 경성부 출신이다.

## 생애
1920년 당시 충청남도 일대에 토지 100정보, 경기도 일대에 논밭 30정보 이상을 소유한 대지주였으며 경성부에서 한성정미소 대표로 근무했다. 1920년 2월 11일 경성고아구제회 이사로 임명되었고 1923년 10월 경성교육실천회 특별회원으로 위촉되었다. 1929년 10월 26일 경성곡물협회 상담역으로 선임되었으며 1931년 7월 25일 경성전기가스부영기성회 위원, 1931년 10월 1일 경성하주조 이사로 임명되었다.
1933년 4월 조선나예방협회에 상금 3,002원을 기부했으며 같은 해 5월 22일 조선물산장려회 조사부 이사로 선임되었다. 1933년 6월 9일 세브란스의학전문학교후원회 준비위원회 위원으로 참여했고 같은 해 8월 2일과 8월 3일 경기도 파주군 조리면에서 발생한 호우로 피해를 입은 주민들을 위해 조리면사무소에 백미 50가마니(8월 2일에는 백미 20가마니, 8월 3일에는 백미 30가마니를 전달했음)를 전달했다.
1935년 경성창고금융(京城倉庫金融)주식회사 감사역을 역임했으며 1936년 6월 구일회(九日會) 회원 겸 월번간사, 1937년 영익사(永益社)주식회사 취체역을 역임했다. 1937년 3월 10일 경성부 방호단 결성을 기념하고 경성부 상공을 방호할 비행기를 구입한다는 목적으로 이상옥, 김용우, 임호상과 함께 조선군사령부에 애국기 '경성 제1호기'(1937년 4월 24일 여의도비행장에서 헌납식을 가졌음) 구입비로 40,000원(한 사람당 10,000원)을 헌납했고 1937년 9월 14일에도 애국기 경기도호 구입비로 500원을 헌납했다.
1938년 4월 매일신보사가 주최한 북지황문위문 겸 만주국 상업시찰단의 일원으로 참여했으며 1938년 4월 23일 《매일신보》에 시찰단 참여 소감을 기고했다. 1938년 4월 매일신보주식회사 대주주로 참여했고 1938년 7월 동아산업(東亞産業)주식회사 창업준비위원으로 참여했다. 1938년 9월 조선방공협회 경기도연합지부 평의원으로 선임되었으며 1938년 11월 경기도 파주군농회 농사훈련소 경영자금으로 5,000원을 기부했다. 1940년 3월 2일 광덕상회(光德商會)주식회사 감사역, 1940년 7월 18일 경인기업(京仁企業)주식회사 상무취체역을 역임했으며 1940년 8월 29일 이상옥, 임호상, 김용우와 함께 조선군 애국부에 고사포와 청음기 1대씩을 공동으로 헌납했다.
1940년 9월 25일 중앙연료(中央燃料)주식회사 감사역, 1940년 10월 24일 경기도양곡배급조합(京畿道糧穀配給組合) 평의원을 역임했으며 1940년 10월 국민총력조선연맹 보도부 참사로 선임되었다. 1940년 11월 일본 기원 2600년 축전에 초대받은 것을 계기로 일본 정부로부터 기원 2600년 축전 기념장을 받았고 1941년 9월 조선임전보국단 경성부 발기인으로 참여했다. 1941년 12월 18일 국방헌금 3,000원을 경성부 본정경찰서에 헌납했다. 1942년 4월 경성부 사회사업협회 이사로 선임되었으며 1942년 5월 8일 경기도양곡주식회사 대주주로 참여했다.
1942년 10월 15일 사망하기 직전에 남긴 유언에 따라 경성부 아사히 의학전문학교(旭醫學專門學校)에 상금 600,000원을 기부하는 한편 일본 제국 육군과 일본 제국 해군에 각각 50,000원(합계 100,000원)을 헌납했다. 1942년 10월 28일 조선군 애국부를 방문한 그의 아들인 조중환(曺重煥)이 국방헌금 50,000원에 대한 헌납수속 절차를 마쳤다. 민족문제연구소의 친일인명사전 수록자 명단의 경제 부문, 지역유력자 부문에 포함되었다.

## 참고자료
- 민족문제연구소 (2009). 〈조병학〉. 《친일인명사전 3 (ㅇ ~ ㅎ)》. 서울. 564 ~ 566쪽.